# 聖文新社
聖文新社（せいぶんしんしゃ）とは、かつて東京都千代田区に2020年3月まで存在していた日本の出版社。受験書を主に発行していた。

## 概要
1949年東京で聖文社として創業。以来、大学入試の過去問受験書を中心に高校生向けの学習参考書や専門書を発行してきた。特に、全国大学数学入試問題詳解シリーズや創業50年を記念して発行された数学入試問題50年シリーズなど、独自の参考書を数多く発行していた。
2020年5月21日に社員の高齢化を理由に7月末をもって廃業することを発表した。廃業時の社員は総勢3名であった。受験の数学が1993年に廃刊になったあたりから他の出版社に顧客を取られる格好になってしまい、難易度を下げて公式集を売るなどしたが1980年代の勢いは取り戻すことができなかった。マスター英文解釈ほかの英語関係の受験参考書は金子書房が引き継いでいる。

## 過去の出版物
- 全国大学数学入試問題詳解シリーズ
- 数学入試問題50年シリーズ
- 編入数学徹底研究シリーズ
- 数学解法研究シリーズ
- 新英文読解法
- 誤訳シリーズ
- 新 マスター英文法
- 新英文読解法
- マスター英文解釈